# Paul Schmidt-Tüngler
Paul Friedrich Schmidt-Tüngler (* 1. November 1910 in Köln; † nach 1976) war ein deutscher Versicherungsjurist.

## Leben
Schmidt-Tüngler studierte Rechts- und Wirtschaftswissenschaften und promovierte 1934 mit 24 Jahren in Köln zum Dr. jur. mit einer Arbeit zum Thema „Das Recht des Versicherers auf höhere Prämie bei schuldloser Verletzung der vorvertraglichen Anzeigepflicht.“ Danach war er zeitlebens in der deutschen Versicherungswirtschaft tätig, unterbrochen von der Zeit ab seiner Einberufung in die Wehrmacht 1940 bis zu seiner Entlassung aus der Kriegsgefangenschaft 1946.
Er war der Initiator für den Aufstieg der Kölner Postversicherung V.V.a.G. und für die Gründung der UNITAS AG und der UNITAS GmbH. Wegen seiner Verdienste wurde er 1966 zum Generaldirektor ernannt.
Schmidt-Tüngler veröffentlichte zahlreiche Aufsätze über Versicherungsfragen sowie ein Buch: „Das Recht der Kraftfahrversicherung“, das mehrfach aufgelegt wurde.

## Veröffentlichungen (Auswahl)
- Das Recht des Versicherers auf höhere Prämie bei schuldloser Verletzung der vorvertraglichen Anzeigepflicht. Diss. Universität Köln, Lechte Verlag, Emsdetten, 1934. [als Paul Friedrich Schmidt]
- Grundfragen der Kraftfahrzeugversicherung, Berlin 1939.
- Beitragsänderung bei höherer Gefahr und Gefahrminderung, in: ZVersWiss,  Band 42, (1942), S. 190–236.
- Das Recht der Kraftfahrversicherung, Berlin 1942.